# Бармашево
Бармашево — посёлок в Коченёвском районе Новосибирской области России. Входит в состав Краснотальского сельсовета. 

## География
Площадь посёлка — 32 гектара.

## Население
| 2002 | 2007 | 2010 |
| ---- | ---- | ---- |
| 79   | ↘70  | ↘58  |

## Инфраструктура
В посёлке по данным на 2007 год функционирует 1 учреждение здравоохранения.